# Mittiträsket (Lycksele socken, Lappland, 718124-163384)
Mittiträsket är en sjö i Lycksele kommun i Lappland och ingår i Umeälvens huvudavrinningsområde. Sjön har en area på 0,135 kvadratkilometer och ligger 214,8 meter över havet. Sjön avvattnas av vattendraget Lycksabäcken.

## Delavrinningsområde
Mittiträsket ingår i det delavrinningsområde (718239-163228) som SMHI kallar för Inloppet i Lycksträsket. Medelhöjden är 282 meter över havet och ytan är 25,32 kvadratkilometer. Räknas de 35 avrinningsområdena uppströms in blir den ackumulerade arean 447,28 kvadratkilometer. Lycksabäcken som avvattnar avrinningsområdet har biflödesordning 2, vilket innebär att vattnet flödar genom totalt 2 vattendrag innan det når havet efter 160 kilometer. Avrinningsområdet består mestadels av skog (89 procent). Avrinningsområdet har 0,79 kvadratkilometer vattenytor vilket ger det en sjöprocent på 3,1 procent.